# 제임스 왓킨스
제임스 토머스 왓킨스(영어: James Thomas Watkins, 1973년 5월 20일 ~ )는 잉글랜드의 영화 감독이다. 《마이 리틀 아이》(2002)의 각본으로 영화계에 데뷔하였고, 대니얼 래드클리프 주연의 《우먼 인 블랙: 죽음의 천사》(2012), 이드리스 엘바 주연의 《바스티유 데이》(2016)를 연출하였다.

## 연출 작품 목록

### 영화
| 연도 | 제목                      | 원제               | 역할   | 역할   | 비고                                    |
| 연도 | 제목                      | 원제               | 감독   | 각본   | 비고                                    |
| ---- | ------------------------- | ------------------ | ------ | ------ | --------------------------------------- |
| 2002 | 마이 리틀 아이            | My Little Eye      | 아니요 | 예     | 데이비드 힐턴과 공동 각본               |
| 2007 | 곤                        | Gone               | 아니요 | 예     | 앤드루 업턴과 공동 각본                 |
| 2008 | 에덴의 호수               | Eden Lake          | 예     | 예     | 감독 데뷔작                             |
| 2009 | 디센트: Part 2            | The Descent Part 2 | 아니요 | 예     | 제임스 매카시, J 블레이크슨과 공동 각본 |
| 2012 | 우먼 인 블랙: 죽음의 천사 | The Woman in Black | 예     | 아니요 |                                         |
| 2016 | 바스티유 데이             | Bastille Day       | 예     | 예     | 앤드루 볼드윈과 공동 각본               |

### 텔레비전 드라마
- 《검은 거울》의 "Shut Up and Dance" 에피소드 연출